# Santovo
Santovo (mađ. Hercegszántó) je selo u južnoj Mađarskoj.

## Upravna organizacija
Upravno pripada Bajskoj mikroregiji u Bačko-kiškunskoj županiji. Upravno joj pripadaju sela Budžak, Debrina, Karapandža, Klágya, Mezőtanya i još neki.
Poštanski broj je 6525.
U Santovu se nalazi i jedinica hrvatske manjinske samouprave u Mađarskoj.
Delegat Hrvatske državne samouprave u Mađarskoj za Santovo ulazi kao predstavnik Bačke. U sastavu od ožujka 2007. je to Stipan Balatinac.

## Zemljopis
Nalazi se na 45°57' sjeverne zemljopisne širine i 18°56' istočne zemljopisne dužine.
Zauzima površinu od 68,55 km2.

## Stanovništvo
U Santovu živi 2329 stanovnika (stanje 2005.). Stanovnici su Mađari, Hrvati i Srbi. Santovski su Srbi potomci Hrvata koji su u jednoj demonstrativnoj akciji krajem 19. st. prešli na pravoslavlje, prosvjedujući zbog mađarizatorske politike mađarskih crkvenih (katoličkih) vlasti. Po ondašnjim je zakonima postojala vjerska autonomija, u katoličkom je vrhu vladala promađarska struja, dok kod pravoslavnih mađarizatori nisu mogli ništa. Prevođenje na pravoslavlje izveli su srpski pravoslavni svećenici. Tada su mađarske crkvene vlasti stale izbacivati temeljem kojekakvih smiješnih izlika hrvatski jezik iz uporabe u katoličkom bogoslužju po katoličkim župama("stanovnici ionako znaju mađarski"). U Santovu su se odlučili na ovaj prosvjedni korak. Kad se pročulo za to i koliki je opseg toga, mađarske su se crkvene vlasti uzbunile i brzo su povukle odluku. Dio Hrvata vratio se katoličanstvu, a dio je ostao pravoslavnim. Ova tragična vjerska podijeljenost rodbine bila je poslije temama pjesama tamošnjih hrvatskih pjesnika.
Santovski Hrvati pripadaju skupini Šokaca. 2. veljače održavaju svoju manifestaciju Marindanski bal.

## Kultura
U Santovu se nalazi marijansko svetište Vodica, u kojem je na Malu Gospu 2012. bilo VI. državno hodočašće Hrvata u Mađarskoj

## Poznate osobe
- Flórián Albert, poznati mađarski nogometaš, po majci šokački Hrvat[7]
- Gusztáv Kondor
- János Szurcsik
- Mišo Jelić, hrvatski književnik, odvjetnik, pripovjedač, pjesnik
- Stipan Blažetin, hrvatski pjesnik i dramatik, nastavnik
- Marko Dekić, hrvatski književnik
- Ljubinko Galić, srpski književnik i svećenik
- Vojislav Galić, srpski pjesnik
- Radovan Jelašić, srpski ekonomist, guverner Narodne Banke Srbije
- Grgo Andrin, hrvatski pjesnik i pripovjedač, župnik, dekan
- Brnja Andrin, hrvatski pjesnik, učitelj
- Marko Fucin, hrvatski pjesnik i novelist, učitelj
- Marin Pejin, hrvatski pučki pjesnik
- Matija Prodan, hrvatski pučki pjesnik
- Joza Blažev, hrvatski pučki pjesnik
- Marko Dekić Bodoljaš, hrvatski pjesnik
- Marin Mandić, hrv. političar, znanstvenik i prevoditelj iz Mađarske
- Branko Filaković, hrv. pjesnik, publicist i novinar
- Stipan Filaković, mađ. atletski reprezentativac i medaljonoša, dužnosnik hrv. manjine u Mađarskoj

## Zanimljivosti
Novinar i književnik János Csuka u svom djelu "A délvidéki magyarság története 1918-1941" je naveo, i to po imenima, izaslanika Bunjevaca, koji su sudjelovali 22. rujna 1919. Mirovnoj konferenciji u Parizu, a među njima je bio i izaslanik i iz ovog sela.
U Santovu je postavljen najveći Gospin kip na svijetu. Kip je rađen po milodaru Sándora Vöőa.

## Vanjski
- Santovačka buna i prelazak u pravoslavlje 1899  Arhivirana inačica izvorne stranice od 16. rujna 2008. (Wayback Machine) (srp.)